# 宮崎県道311号高鍋停車場線
宮崎県道311号高鍋停車場線（みやざきけんどう311ごう たかなべていしゃじょうせん）は、宮崎県児湯郡高鍋町を通る一般県道である。

## 概要

### 路線データ
- 起点：児湯郡高鍋町大字蚊口浦（高鍋駅）
- 終点：児湯郡高鍋町大字北高鍋（高鍋町菖蒲池交差点、国道10号交点、宮崎県道24号高鍋高岡線起点）

## 歴史
- 1959年（昭和34年）6月1日 - 宮崎県告示第226号[1]により路線認定される。当時の整理番号は50。

## 地理

### 通過する自治体
- 児湯郡高鍋町

### 交差する道路
| 交差する道路                    | 交差する場所 | 交差する場所              |
| ------------------------------- | ------------ | ------------------------- |
| 国道10号 宮崎県道24号高鍋高岡線 | 大字北高鍋   | 高鍋町菖蒲池交差点 / 終点 |

### 沿線
- JR九州日豊本線 高鍋駅